# Międzygórze (Poméranie)
Pour les articles homonymes, voir Międzygórze.
Międzygórze est une localité polonaise de la gmina mixte et du powiat de Bytów en voïvodie de Poméranie. Elle se trouve à environ 79 km à l'ouest de la capitale régionale Gdańsk.

## Géographie

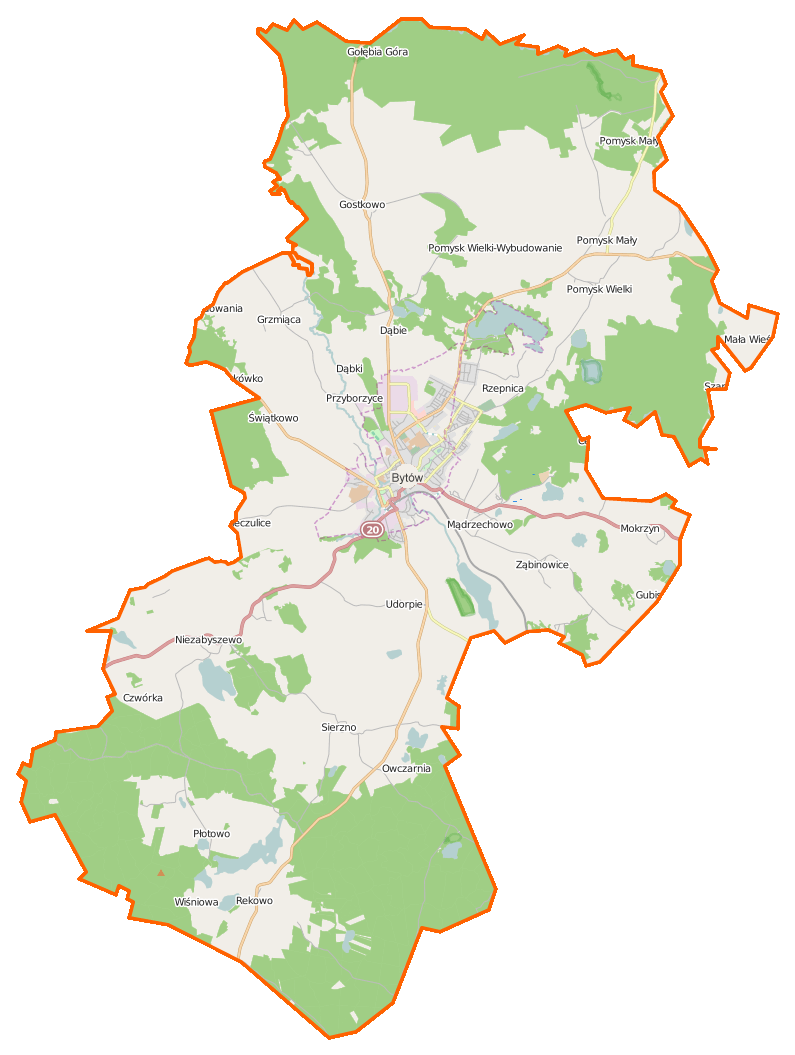
Carte de la gmina de Bytów.